# Фейрлі (Західна Вірджинія)
Фейрлі (англ. Fairlea) — переписна місцевість (CDP) в США, в окрузі Ґрінбраєр штату Західна Вірджинія. Населення — 1720 осіб (2020).

## Географія
Фейрлі розташоване за координатами 37°46′31″ пн. ш. 80°27′31″ зх. д. / 37.77528° пн. ш. 80.45861° зх. д. (37.775162, -80.458661).  За даними Бюро перепису населення США в 2010 році переписна місцевість мала площу 9,69 км², з яких 9,68 км² — суходіл та 0,01 км² — водойми.

## Демографія
Згідно з переписом 2010 року, у переписній місцевості мешкало 1747 осіб у 794 домогосподарствах у складі 426 родин. Густота населення становила 180 осіб/км².  Було 889 помешкань (92/км²).
Расовий склад населення:
| - 92,1 % — білих - 2,6 % — чорних або афроамериканців - 1,3 % — корінних американців - 0,4 % — азіатів - 2,1 % — осіб інших рас |

До двох чи більше рас належало 1,5 %. Частка іспаномовних становила 4,1 % від усіх жителів.
За віковим діапазоном населення розподілялося таким чином: 19,5 % — особи молодші 18 років, 58,9 % — особи у віці 18—64 років, 21,6 % — особи у віці 65 років та старші. Медіана віку мешканця становила 43,5 року. На 100 осіб жіночої статі у переписній місцевості припадало 86,8 чоловіків;  на 100 жінок у віці від 18 років та старших — 80,6 чоловіків також старших 18 років.
Середній дохід на одне домашнє господарство  становив 34 134 долари США (медіана — 30 592), а середній дохід на одну сім'ю — 38 983 долари (медіана — 42 881). Медіана доходів становила 40 156 доларів для чоловіків та 22 406 доларів для жінок. За межею бідності перебувало 19,7 % осіб, у тому числі 34,5 % дітей у віці до 18 років та 4,2 % осіб у віці 65 років та старших.
Цивільне працевлаштоване населення становило 604 особи. Основні галузі зайнятості: виробництво — 32,9 %, освіта, охорона здоров'я та соціальна допомога — 17,9 %, мистецтво, розваги та відпочинок — 10,9 %, будівництво — 10,6 %.